# 嶋口充輝
嶋口 充輝（しまぐち みつあき、1942年 - ）は、日本の経営学者。慶應義塾大学名誉教授。専門はマーケティング論、市場戦略論。日本のマーケティング研究の第一人者。

## 略歴
慶應義塾大学経済学部卒業後、フルブライト奨学生として渡米。慶應義塾大学、ミシガン州立大学、両大学院の修士・博士課程を修了後、経営学博士号 (Ph.D）。
慶應義塾大学助教授、教授 を経て、2007年同大学名誉教授および法政大学経営大学院教授に。この間、ルーベン大学（ベルギー）、ウェスタン・オンタリオ大学（カナダ）、モスクワ大学（ロシア）、青山学院大学、早稲田大学などの客員教授を歴任。東芝、ライオン、ＹＫＫのアドバイザリー・ボード・メンバーやエーザイ、ライオン、石井食品などの数社の社外取締役を歴任。
- 1971年04月 - 慶應義塾大学助手(ビジネス・スクール)
- 1975年04月 - 慶應義塾大学助教授(ビジネス・スクール)
- 1978年04月 - 慶應義塾大学助教授(ビジネス・スクール)
- 1987年04月 - 慶應義塾大学教授(大学院経営管理研究科)
- 2007年04月 - 慶應義塾大学名誉教授
- 2007年04月 - 法政大学大学院イノベーションマネージメント研究科教授
- 2007年04月 - 早稲田大学大学院商学学術院客員教授
- 2009年04月 - 社団法人日本マーケティング協会理事長
- 2012年04月 - 嘉悦大学大学院ビジネス創造研究科教授

## 主な著書
- Marketing Channels in Japan The UMI Research Press
- 戦略的マーケティングの論理 (誠文堂新光社)
- 統合マーケティング (日本経済新聞社)
- 顧客満足型マーケティングの構図 (有斐閣)
- 現代マーケティング〔新版〕 (有斐閣) 共著
- 柔らかいマーケティングの論理 (ダイヤモンド社)
- マーケティング革新の時代 全4巻 (有斐閣) 共編著
- マーケティング・パラダイム (有斐閣)
- 仕組み革新の時代 (有斐閣) 編著
- 顧客ロイヤルティの時代 (同文館出版) 共編著
- マーケティング戦略 (有斐閣) 共著
- ゼミナールマーケティング入門 (日本経済新聞社) 共著
- マーケティング優良企業の条件―創造的適応への挑戦 (日本経済新聞社) 共著
- ビューティフル・カンパニー：市場発の経営戦略 (ソフトバンククリエイティブ)
- マーケティング・アンビション思考 (角川グループパブリッシング) 共著
- マーケティング科学の方法論 (白桃書房) 共著
- 経営の流儀（日本経済新聞出版社）共編著
- 経営の美学（日本経済新聞出版社）共編著

## ジャーナル編集
- 財団法人医療科学研究所季刊「医療と社会」 編集長(2002年―2007年)
- 日本商業学会機関誌季刊「流通研究」 編集長(1998年―1999年)
- Journal of International Marketing, Editorial Board(米国;1996年―2003年)
- Journal of Strategic Marketing, Editorial Board(米国、1994年―1998年)
- 日本マーケティング協会季刊「マーケティングジャーナル」 編集長(1988年―1996年)
- 慶應義塾大学経営管理研究科学会誌「慶應義塾経営論集」 編集担当責任者(1985年―1988年)

## 主な門下生（卒業生）[3]
- 内田和成：東京女子大学特別客員教授、早稲田大学 名誉教授、元ボストン・コンサルティング・グループ日本代表
- 岸本義之：武庫川女子大学経営学部 教授、元ブーズ・アレン・アンド・ハミルトン パートナー
- 小野譲司：青山学院大学 経営学部 マーケティング学科 教授
- 篠崎雅春：東京未来大学モチベーション行動科学部教授
- 蓑谷尚彦：マーケティング・コンサルタント
- 里和義政：富士里和製紙株式会社代表取締役社長
- 首藤明敏：明治大学大学院グローバルビジネス研究科教授、博報堂コンサルティング取締役フェロー
- 櫻井光行：尚美学園大学スポーツマネジメント学科教授
- 余田拓郎：慶應義塾大学大学院経営管理研究科教授
- 杉田浩章：早稲田大学大学院経営管理研究科教授、元ボストン・コンサルティング・グループ日本代表
- 清宮政宏：滋賀大学経済学部教授
- 矢吹雄平：岡山大学大学院社会文化科学研究科教授
- 宮副謙司：青山学院大学大学院国際マネジメント研究科教授
- 黒岩健一郎：青山学院大学大学院国際マネジメント研究科教授
- 小川亮：株式会社プラグ 代表取締役社長
- 上原聡：嘉悦大学大学院ビジネス創造研究科研究科長・教授
- 高見幸宏：EYストラテジー・アンド・コンサルティング株式会社　サプライチェーン＆オペレーションズリーダー　パートナー
- 上野邦彦：ソフトバンク株式会社 法人統括 法人マーケティング本部 本部長
- 佐藤桂：ディラ国際語学アカデミー株式会社 代表取締役社長
- 藤本誠史：CREMU DESIGN　代表取締役 CEO
- 服部慶：株式会社ディグアウト 代表取締役社長
- 福田昭人：株式会社フクヨー 代表取締役社長
- 佐藤圭一：ブランディング・ディレクター
- 小野圭一：Ｊ．フロント リテイリング株式会社 代表執行役社長